# Jami Ferrell
Jami Ferrell, född 20 juni 1974 i Muncie i Indiana, är en amerikansk fotomodell och skådespelare. Hon var Playboys Playmate of the Month i januari 1997.